# 泰和站
泰和站位于中华人民共和国江西省吉安市泰和县澄江镇，是京九铁路的一座火车站，等级为三等站，距北京西站1709公里，距常平站606公里，本站及相邻上下行区间均为电气化区段。该车站建于1996年，原名井冈山站。泰和站是京九铁路线上最大的县级火车站，作为井冈山的门户，长期使用“井冈山站”站名。由于井冈山铁路的修建，本站于2006年1月1日改为现名，新井冈山站则于2007年4月18日投入使用。本站办理客货运业务。
配合昌赣客运专线的建設，泰和站進行擴能改造工程，原站房拆除重建，新站房於2019年7月16日正式啟用。同年12月26日，配合昌赣客运专线全线通車，本站开始停靠昌赣客专列车。

## 车站结构
泰和站现有的站房以“仙子拂袖，白凤迎宾”为设计主题，外立面形似“白凤展翅”，以体现泰和县“中国乌鸡之乡”的特点。站房总建筑面积8000平方米，候车面积4223.5平方米，站场设3座站台、9条到发线。
泰和站利用既有车站改建的方式加建高铁设施。普速铁路和高速铁路采用“并站不共线”方式建设。普速场设置二台五线，其中两座岛式站台（其中一座岛式站台与高速场共用一半）。高速场设二台四线，其中一座侧式站台，一座岛式站台（与普速场共用一半）为标准的县级车站布局。

### 站场布局
| 侧式站台 |                                               |
| 1站台    | 昌赣客运专线 往南昌西方向（吉安西站）         |
| 通过线   | 昌赣客运专线上行列车通过线                    |
| 通过线   | 昌赣客运专线下行列车通过线                    |
| 2站台    | 昌赣客运专线 往贛州西、深圳北方向（萬安縣站） |
| 岛式站台 |                                               |
| 3站台    | 京九铁路 往北京西方向（吉安南站）             |
| 通过线   | 京九铁路上行正線                              |
| 4站台    | 京九铁路下行正線 往常平方向（冠朝站）         |
| 岛式站台 |                                               |
| 5站台    | 京九铁路 往常平方向（冠朝站）                 |
| 通過線   | 供貨車停車用，沒有月台                        |